# Elachista latipenella
Elachista latipenella — вид лускокрилих комах родини злакових молей-мінерів (Elachistidae).

## Поширення
Ендемік України. Виявлений поблизу Карадазької біостанції в Карадазькому заповіднику.